# Fazanerijastadion
Stadion Fazanerija (Sloveens: Mestni stadion Fazanerija) is een multifunctioneel voetbalstadion gelegen in de Sloveense stad Murska Sobota, dat de deuren opende in 1983. Het complex fungeert als thuishaven van NŠ Mura, een club uit de hoogste Sloveense divisie. Het stadion heeft een capaciteit van 5.500 staan- en zitplaatsen.
In dit stadion speelde het Sloveens voetbalelftal de eerste officieuze wedstrijd uit de geschiedenis van de voormalige Joegoslavische deelstaat. Onder leiding van bondscoach Bojan Prašnikar trof Slovenië op 19 juni 1991 de buurrepubliek Kroatië, zes dagen voordat Slovenië onafhankelijk werd van Joegoslavië. De wedstrijd werd met 1-0 gewonnen door de Kroaten dankzij een doelpunt van Fabijan Komljenović.

## Interlands
Het Sloveens voetbalelftal speelde tot op heden drie interlands in de Stadion Fazanerija.
| 1 | 19 juni 1991     | Slovenië – Kroatië   | 0 – 1 | Oefeninterland |
| 2 | 22 april 1998    | Slovenië – Tsjechië  | 1 – 3 | Oefeninterland |
| 3 | 20 augustus 2003 | Slovenië – Hongarije | 2 – 1 | Oefeninterland |